# 豪恩施泰因
豪恩施泰因（發音：[ˈhaʊənˌʃtaɪn]）是德国莱茵兰-普法尔茨州西南普法尔茨县的市镇，面积13.91平方千米，2023年12月31日人口为3,969人。

## 友好城市
- 法國 绍法耶（1970年）
- 匈牙利 琴蓋爾（2004年）